# テレビ和歌山
株式会社テレビ和歌山（テレビわかやま、Wakayama Telecasting Corp.）は、和歌山県を放送対象地域としてテレビジョン放送事業を行う特定地上基幹放送事業者である。略称はWTV。「テレわか」という愛称が使われることもある。

## 概要
1973年（昭和48年）6月1日に設立され、1974年（昭和49年）4月1日に開局。2006年（平成18年）10月1日より、地上デジタル放送を開始した。
開局以来、どの系列にも属さない独立放送局で、全国独立放送協議会に加盟している。しかし、近畿広域圏ではテレビ東京系列局のテレビ大阪の放送対象地域が大阪府のみで、和歌山県内では和歌山市の一部などを除く大半の地域で同局を受信できないことから、それを補完するようにテレビ東京系列の番組を大量に購入して放送している（近畿地方では、奈良県の奈良テレビや滋賀県のびわ湖放送も同様）。ただし、『ワールドビジネスサテライト』など少数のネットセールス番組を除いて、同時ネットであってもCMは差し替えている。
このため、紀伊民報を初めとする地元の地方紙では、番組表においてテレビ大阪の分を掲載せず、代わりに当局の分をフルサイズで掲載していることが多い。なお独立放送局としては珍しく、アナログ放送の頃から字幕放送を行っていた。
現在のイメージキャラクターは「栄谷五郎」。以前は、"WAKAYAMA"の"W"を頭に乗せた「デジー」と「タルル」だった。
毎年7月に開催される全国高等学校野球選手権和歌山大会は和歌山県営紀三井寺球場のみで行われている。当局は和歌山大会の全試合を生中継している。2023年（令和5年）現在、全国高等学校野球選手権大会の地方大会を全試合テレビで生中継しているのは当局が唯一である。

### 事業所
- 本社 ‐ 和歌山県和歌山市栄谷151番地
- 田辺支局 - 和歌山県田辺市新庄町3353番9号 和歌山県立情報交流センターBig・U内
- 東京支社 - 東京都中央区銀座5丁目11番14号 ポスコ東京ビル3階
- 大阪支社 - 大阪府大阪市北区堂島1丁目5番17号 堂島グランドビル6階

出典

## 沿革

2023年まで使用されたロゴ

旧略称ロゴ

- 1973年（昭和48年）6月1日 - 設立。
- 1974年（昭和49年）4月1日 - 開局。当時は平日は16:40、土日は16:00放送開始だった[7]。
- 1995年（平成7年）4月 - 音声多重放送開始。
- 2006年（平成18年）10月1日 - 地上デジタル放送開始。
- 2011年（平成23年）7月24日 - 地上アナログ放送終了。
- 2023年（令和5年）
  - 9月25日 - 主調整室（マスター）設備を更新。これにより、自社制作番組での字幕放送付与やマルチ編成が可能となった[8]。
  - 10月 - 開局以来、初めてロゴを刷新[9]。
- 2024年（令和6年）4月1日 - 開局50周年。

## ネットワークの変遷
- 1974年（昭和49年）・1975年（昭和50年） - 日本テレビ・フジテレビ・NETテレビ（現在のテレビ朝日）の準キー局未ネット分で編成。
- 1975年（昭和50年）以降 - 東京12チャンネル（現在のテレビ東京）の番組をネットしていた毎日放送のネットチェンジにより、テレビ東京系列の番組を中心に編成。

## 資本構成
企業・団体の名称、個人の肩書は当時のもの。出典：

### 2023年3月31日
| 資本金 | 発行済株式総数 | 株主数 |
| ------ | -------------- | ------ |
| 16億円 | 3,200,000株    | 112    |

| 株主             | 株式数    | 比率   |
| ---------------- | --------- | ------ |
| 和歌山県         | 460,000株 | 14.37% |
| 関西電力         | 160,000株 | 05.00% |
| 日本製鉄         | 160,000株 | 05.00% |
| 紀陽銀行         | 160,000株 | 05.00% |
| 南海電気鉄道     | 120,000株 | 03.75% |
| 読売新聞大阪本社 | 114,216株 | 03.56% |
| 島精機製作所     | 112,000株 | 03.50% |
| 和歌山市         | 108,882株 | 03.40% |
| 湊組             | 100,000株 | 03.12% |
| 朝日新聞社       | 086,000株 | 02.68% |

## 番組一覧
※ 放送時間は2025年（令和7年）4月時点のもの。

### 自社制作番組
| 番組名                                        | 放送曜日・時間 | 備考                                                           |
| --------------------------------------------- | --- | -------------------------------------------------------------- |
| WTVニュース                                   | 月曜 - 木曜 23:00 - 23:06 金曜 22:55 - 23:00 土曜 18:00 - 18:05 土曜 20:54 - 21:00 日曜 17:55 - 18:00 日曜 21:54 - 22:00、他 |                                                                |
| WTV NEWS6                                     | 月曜 - 金曜 18:00 - 18:25 |                                                                |
| 県民チャンネル                                | 水曜・日曜以外の21:55 - 22:00                                                                                                |                                                                |
| 和歌山カンパニーガイド                        | 月曜・水曜 17:55 - 18:00 水曜 21:56 - 22:00 土曜 18:05 - 18:10 土曜 22:30 - 22:35 日曜 22:50 - 22:54                         |                                                                |
| Yell!!〜かがやけ!和歌山の若きアスリートたち〜 | 金曜 17:55 - 18:00 |                                                                |
| 和歌山市広報番組                              | 金曜 18:25 - 18:26 |                                                                |
| わかラ部                                      | 金曜 18:30 - 20:30 |                                                                |
| マンスリー県政 ニュースワイド                 | 金曜 20:30 - 21:00 | 最終週のみ放送。                                               |
| あのじゅうよ〜                                | 土曜 18:10 - 18:25 | 水曜 10:00 - 10:30、土曜 23:00 - 23:15に再放送。               |
| KIZUNA TV                                     | 土曜 18:25 - 18:30 |                                                                |
| ちゃぶ台おかわり                              | 土曜 22:00 - 22:30 | 隔週新作放送。翌週再放送。                                     |
| 和歌山de乾杯!                                 | 土曜 23:15 - 23:25 | 隔週新作放送。翌週再放送。                                     |
| きのくに21                                    | 日曜 9:30 - 10:00 | 日曜 18:00 - 18:30に再放送。また、sky・Aでも遅れネットで放送。 |
| はばたく紀の国〜教育は今〜                    | 日曜 10:30 - 10:50 | 9月から2月の第1週・第3週に放送。                               |
| わかやま医療ナビ〜和医大医師に聞く〜          | 日曜 17:30 - 17:45 | 第1週に本放送、第2週に再放送。                                 |
| 県議会だより                                  | 不定期平日 22:00 - 22:25 | 2月、6月、9月、12月定例会で一般質問等があった当日に放送。      |
| 夏の高校野球和歌山大会                        | 毎年7月 | 和歌山放送と共に、全試合を完全生中継。                         |

### 他系列のテレビ番組

#### テレビ東京系列

##### 同時ネット
テレビ東京で字幕放送と副音声放送を行っている番組では、当局でも行っている。なお、データ放送はテレビ東京系列のみの実施のため、同時ネットであっても行っていない。
| 制作局     | 番組名                                                     | 放送時間                                     | 備考                                |
| ---------- | ---------------------------------------------------------- | -------------------------------------------- | ----------------------------------- |
| テレビ東京 | シナぷしゅ                                                 | 月曜 - 金曜 7:30 - 8:00                      | 月 - 金曜日 16:00 - 16:25に再放送。 |
| テレビ東京 | ゆうがたサテライト                                         | 月曜 - 金曜 16:54 - 17:00                    |                                     |
| テレビ東京 | ワールドビジネスサテライト                                 | 月曜 - 木曜 22:00 - 22:58 金曜 23:00 - 23:58 | [ 18 ]                              |
| テレビ東京 | YOUは何しに日本へ?                                         | 月曜 18:25 - 20:00                           |                                     |
| テレビ東京 | JAPANをスーツケースにつめ込んで!～世界に日本を持ってった～ | 月曜 20:00 - 20:54                           |                                     |
| テレビ東京 | 世界!ニッポン行きたい人応援団                              | 月曜 20:54 - 21:55                           |                                     |
| テレビ東京 | ドラマプレミア23                                           | 月曜 23:06 - 23:55                           | [ 18 ]                              |
| テレビ東京 | 火曜エンタ                                                 | 火曜 18:25 - 19:54                           | [ 19 ]                              |
| テレビ東京 | ありえへん∞世界                                            | 火曜 19:54 - 20:54                           | [ 19 ]                              |
| テレビ東京 | 開運!なんでも鑑定団                                        | 火曜 20:54 - 21:55                           | 日曜 12:00 - 13:00に再放送。        |
| テレビ東京 | LIFE IS MONEY〜世の中お金で見てみよう〜                    | 火曜 23:06 - 23:55                           | [ 18 ]                              |
| テレビ東京 | ソレダメ!〜あなたの常識は非常識!?〜                        | 水曜 18:25 - 19:54                           | 火曜 12:00 - 13:00に再放送。        |
| テレビ東京 | 世界を救う! ワンにゃフル物語                               | 水曜 19:54 - 21:00                           |                                     |
| テレビ東京 | 何を隠そう...ソレが!                                       | 水曜 21:00 - 21:56                           |                                     |
| テレビ東京 | あちこちオードリー                                         | 水曜 23:06 - 23:55                           | [ 18 ]                              |
| テレビ東京 | タクシー運転手さん一番うまい店に連れてって!                | 木曜 18:25 - 19:58                           |                                     |
| テレビ東京 | 有吉の深掘り大調査                                         | 木曜 19:58 - 20:55                           |                                     |
| テレビ東京 | ナゼそこ?+                                                 | 木曜 21:00 - 21:55                           |                                     |
| テレビ東京 | 日経スペシャル カンブリア宮殿                              | 木曜 23:06 - 23:55                           | [ 18 ]                              |
| テレビ東京 | ドラマ9                                                    | 金曜 21:00 - 21:55                           |                                     |
| テレビ東京 | 日経スペシャル ガイアの夜明け                              | 金曜 22:00 - 22:53                           | [ 20 ] [ 21 ]                       |
| テレビ東京 | 日経スペシャル ブレイクスルー 〜不屈なる開拓者〜           | 土曜 10:30 - 11:00                           |                                     |
| テレビ東京 | 土曜スペシャル                                             | 土曜 18:30 - 19:54                           | [ 22 ]                              |
| テレビ東京 | 出川哲朗の充電させてもらえませんか?                        | 土曜 19:54 - 20:54                           | [ 22 ]                              |
| テレビ東京 | 出没!アド街ック天国                                        | 土曜 21:00 - 21:55                           |                                     |
| テレビ東京 | 男子ごはん                                                 | 日曜 11:00 - 11:30                           |                                     |
| テレビ東京 | 日曜ビッグバラエティ                                       | 日曜 18:30 - 20:50                           |                                     |
| テレビ東京 | 家、ついて行ってイイですか?                                | 日曜 20:50 - 21:54                           |                                     |
| テレビ東京 | 有吉ぃぃeeeee!そうだ!今からお前んチでゲームしない?         | 日曜 22:00 - 22:50                           | [ 23 ]                              |
| テレビ東京 | スポーツ リアライブ〜SPORTS Real&Live〜                    | 日曜 22:54 - 23:20                           |                                     |
| テレビ東京 | Weekly女子ゴルフ                                           | 日曜 23:20 - 23:45                           |                                     |
| テレビ大阪 | ナマ虎スタジアム                                           | 火曜 18:25 - 20:54 土曜 18:30 - 20:54        |                                     |

##### 遅れネット
| 制作局         | 番組名                                          | 放送時間                      | 備考             |
| -------------- | ----------------------------------------------- | ----------------------------- | ---------------- |
| テレビ東京     | すっかり にちようチャップリン                   | 月曜 1:15 - 1:45 （日曜深夜） |                  |
| テレビ東京     | 風のふく島                                      | 月曜 1:45 - 2:15 （日曜深夜） | ドラマ25         |
| テレビ東京     | 昼めし旅 〜あなたのご飯見せてください!〜        | 月曜 9:00 - 9:29              |                  |
| テレビ東京     | ひみつのアイプリ                                | 月曜 17:26 - 17:55            |                  |
| テレビ東京     | ジョフウ 〜女性に××××って必要ですか?〜          | 火曜 1:05 - 1:35 （月曜深夜） | ドラマチューズ!  |
| テレビ東京     | イニミニマニモ                                  | 火曜 7:00 - 7:30              |                  |
| テレビ東京     | 洋子の演歌一直線                                | 火曜 9:00 - 9:29              |                  |
| テレビ東京     | 誰でも考えたくなる「正解の無いクイズ」          | 火曜・木曜 17:00 - 17:15      |                  |
| テレビ東京     | 異世界ゆるり紀行 〜子育てしながら冒険者します〜 | 火曜 17:26 - 17:55            |                  |
| テレビ東京     | SHOW激!今夜もドル箱                             | 水曜 0:05 - 0:35 （火曜深夜） |                  |
| テレビ東京     | BEYBLADE X                                      | 水曜 7:00 - 7:30              |                  |
| テレビ東京     | ポケットモンスター                              | 水曜 17:26 - 17:55            |                  |
| テレビ東京     | 五十嵐夫妻は偽装他人                            | 木曜 0:00 - 0:30 （水曜深夜） | ドラマNEXT       |
| テレビ東京     | ディアマイベイビー〜私があなたを支配するまで〜  | 木曜 1:30 - 2:00 （水曜深夜） | ドラマ24         |
| テレビ東京     | パウ・パトロール                                | 木曜 7:00 - 7:30              |                  |
| テレビ東京     | ぷにるはかわいいスライム（第1期）               | 木曜 17:26 - 17:55            |                  |
| テレビ東京     | 黒岩メダカに私の可愛いが通じない（第1期）       | 金曜 0:05 - 0:35 （木曜深夜） |                  |
| テレビ東京     | 晩餐ブルース                                    | 金曜 0:35 - 1:00 （木曜深夜） | 水ドラ25         |
| テレビ東京     | Hello!Project×Dream ハロドリ。-MUSIC-           | 金曜 1:35 - 2:05 （木曜深夜） |                  |
| テレビ東京     | 魔神創造伝ワタル                                | 金曜 7:00 - 7:30              |                  |
| テレビ東京     | SAKAMOTO DAYS（第1クール）                      | 金曜 17:26 - 17:55            |                  |
| テレビ東京     | 紙とさまぁ〜ず                                  | 土曜 0:35 - 1:00 （金曜深夜） |                  |
| テレビ東京     | アップグレードゴルフ                            | 土曜 8:00 - 8:30              |                  |
| テレビ東京     | シンカリオン チェンジ ザ ワールド               | 土曜 9:00 - 9:30              |                  |
| テレビ東京     | 所さんの学校では教えてくれないそこんトコロ!     | 土曜 12:00 - 12:55            |                  |
| テレビ東京     | あのちゃんの電電電波♪                           | 土曜 23:30 - 翌0:00           |                  |
| テレビ東京     | ソロ活女子のススメ5                             | 日曜 0:00 - 0:30 （土曜深夜） | 水ドラ25         |
| テレビ東京     | 新美の巨人たち                                  | 日曜 8:00 - 8:30              |                  |
| テレビ東京     | 二軒目どうする?〜ツマミのハナシ〜               | 日曜 23:45 - 翌0:15           |                  |
| テレビ大阪     | 片っ端から喫茶店                                | 火曜・木曜 17:15 - 17:26      |                  |
| テレビ大阪     | おとな旅あるき旅                                | 金曜 17:00 - 17:26            |                  |
| テレビ大阪     | THE フィッシング                                | 土曜 7:00 - 7:30              |                  |
| テレビ大阪     | やすとものどこいこ!?                            | 土曜 14:00 - 14:55            |                  |
| テレビ愛知     | かっこいいスキヤキ                              | 日曜 2:10 - 2:40 （土曜深夜） |                  |
| テレビせとうち | しまじろうのわお!                               | 日曜 9:00 - 9:30              | [ 24 ]           |
| テレビせとうち | おばあちゃんの台所                              | 日曜 17:30 - 17:45            | 第1・2週を除く。 |
| BSテレビ東京   | 飯尾和樹のずん喫茶                              | 水曜 17:00 - 17:26            |                  |
| BSテレビ東京   | となりのスゴイ家                                | 金曜 9:00 - 9:55              |                  |

#### その他の局等
| 番組名                                                     | 放送時間                      | 備考                   |
| ---------------------------------------------------------- | ----------------------------- | ---------------------- |
| カベポスター・天才ピアニスト・フースーヤのワチャラチャ忍忍 | 月曜 0:15 - 0:45 （日曜深夜） | サンテレビ制作         |
| GOLF ソコカラ〜プロへの道〜                                | 月曜 7:00 - 7:30              | ゴルフネットワーク制作 |
| クルマでいこう!                                            | 火曜 0:05 - 0:35 （月曜深夜） | テレビ神奈川制作       |
| モーターゾーンTV                                           | 水曜 1:05 - 1:35 （火曜深夜） |                        |
| うたなびMAX!!                                              | 水曜 9:00 - 9:29              | 日音制作               |
| 山崎ていじのさわやか歌謡曲                                 | 木曜 9:00 - 9:29              |                        |
| ビッグフィッシング                                         | 土曜 0:05 - 0:35 （金曜深夜） | サンテレビ制作         |
| Music B.B. Japan                                           | 土曜 2:00 - 2:30 （金曜深夜） | アークミュージック制作 |
| 大阪芸大テレビ                                             | 土曜 22:40 - 22:55            | 大阪芸術大学           |
| 四季の釣り                                                 | 日曜 6:00 - 6:30              | サンテレビ制作         |
| タマ&フレンズ 〜うちのタマ知りませんか?〜                  | 日曜 17:45 - 17:50            |                        |
| 全国高等学校サッカー選手権大会                             | 毎年1月                       | 民放43社共同制作       |
| 全国高校野球選手権大会リレー中継                           | 毎年8月                       | 朝日放送テレビ制作     |

## 過去に放送された番組

### 自社制作番組
- 紀南まるごとTV（金曜 19:00 - 19:30）
- 土曜ワイド 奥さまスタジオ
- くらし方カタログ ハロー!ぴいぷる
- ふれあいサタデー
- 情報MIXTV
- カラオケ道場
- わかぞう
- ライブマリーナ 和歌山魅力発見所
- わかやまナイズ（スタジオからの生放送。イベント時などには和歌山マリーナシティやテレビ和歌山住宅公園から中継する事もあった。）（土曜 12:30 - 13:30）
- おはよう和歌山
- くらし○得情報
- ちゃぶ台
- 和歌山経済マガジン（日曜 22:30 - 22:54）
- まことのぶっちぎりナイト
- あしたの仲間たち
- MEDIA90
- MEDIA90ニュースライブ
- @あっと!テレわか
- ニュースライフラインわかやま
- わかやま新フード記
- わかやま経済 BizSearch
- マエオカテツヤの日々良好
- ニュース&情報 5チャンDO!
- ワンカツ
- 産業ア・ラ・カルト わかやまBizSearch
- そらわか
- 紀州人物伝〜和歌山の産業をリードしてきた人々〜
- ザ・熱唱バトル!わかやまカラオケ大賞〜TONPEIの探せ!うた自慢!
- あの町この村再発見 自慢のふるさと見〜つけた
- マエオカテツヤの素敵なカーライフ
- マエオカテツヤのエンジョイシルバーライフ
- TONPEIのリクカラ
- わかやまナウ!（金曜 19:30 - 20:00）関西電力の一社提供番組。和歌山県内の身近な話題を伝えていた。
- こちら海です - サンテレビ・KBS京都・福井テレビとの共同制作番組。同じく、関西電力一社提供。
- 西国三十三所 観音巡礼 祈りの旅 - ぎふチャン・三重テレビ・びわ湖放送・KBS京都・サンテレビ・奈良テレビ・BS11との共同制作番組。

### 他系列のテレビ番組

#### 日本テレビ系
- 読売新聞ニュース（読売新聞東京本社・読売映画社製作・日本テレビ制作委託 1982年3月までは、関西の読売テレビで日本テレビ系と同じ内容を生放送をしていたものを、放送局を変えて実質的に再放送していた。）
- 鶴太郎のテレもんじゃ
- 鶴太郎の危険なテレビ
- 恋々!!ときめき倶楽部
- たのしい園芸

#### テレビ朝日系
- 太陽の恋人
- スタジオ23
- 独占!女の60分
- 歌謡ドッキリ大放送
- 歌謡びんびんハウス
- ミッドナイトin六本木
- '75びっくり人間登場
- 亜空大作戦スラングル→超攻速ガルビオン（2作とも、土曜18:30からの異時ネットで放送）
- 朝日フラッシュニュース（朝日新聞東京本社製作・テレビ朝日制作委託 1983年ごろに週1-2回程度放送、南海電気鉄道・南海グループの1社提供で放映されていた。）

#### テレビ東京系の同時ネット
- 田舎に泊まろう! (日曜 19:00-20:00）
- 経済ドキュメンタリードラマ ルビコンの決断 (木曜 22:00-22:55)
- 火曜エンタテイメント!（火曜 19:30-20:54）
- 料理の怪人（水曜 21:00-21:54）
- 空から日本を見てみよう[26]（木曜 19:58-20:54）
- ザ・スーパーガール（東京12チャンネル時代、月曜21:00-21:54）
- まんが猿飛佐助（同上、火曜 19:30-20:00）
- ドバドバ大爆弾（同上、木曜 20:00-20:54）
- 三波伸介の凸凹大学校（水曜 20:00-20:54）
- テレビ東京水曜夜9時枠時代劇（水曜 21:00-21:54）
- ヤンヤン歌うスタジオ（日曜 19:00-19:54）
- 日曜ビッグスペシャル[27]（日曜 20:00-21:54→19:00-20:54）
- クイズところ変れば!?（金曜 20:00-20:54）
- 俺のダンディズム
- にっぽん!いい旅
- そうだ旅（どっか）に行こう。
- 水曜ミステリー9
- トーキョーライブ22時
  - リトルトーキョーライフ
- ネオスポーツ
- レディス4→L4 YOU!
- NEWSアンサー
- 〜突撃!はじめましてバラエティ〜イチゲンさん
- 水曜エンタ
- 一茂&良純の自由すぎるTV
- 日経スペシャル 未来世紀ジパング〜沸騰現場の経済学〜
- 太川蛭子の旅バラ
- 神様のカルテ
- 世界!ニッポン行きたい人応援団[28]
- 主治医が見つかる診療所[28]
- ドラマプレミア10
- 和風総本家（テレビ大阪）
- おはスタ[29]
- ドラマホリック!
- 超かわいい映像連発!どうぶつピース!!
- 23時の密着テレビ「レベチな人、見つけた」
- ドラマプレミア23
  - かしましめし
- 〜夢のオーディションバラエティー〜Dreamer Z
- 金曜8時のドラマ
- ドラマ8
  - 弁護士ソドム

#### テレビ東京系の遅れネット

##### アニメ
- ポケットモンスターシリーズ
  - ポケットモンスター
  - ポケットモンスター アドバンスジェネレーション
  - ポケットモンスター ダイヤモンド&パール
  - ポケットモンスター ベストウイッシュ
  - ポケットモンスター XY
  - ポケットモンスター サン&ムーン
  - ポケットモンスター(令和版)
- カードファイト!! ヴァンガードシリーズ（『カードファイト!! ヴァンガードG Z』まで放送、『中・高校生編』以降は未放送）
- 妖怪ウォッチ
  - 妖怪ウォッチ シャドウサイド
  - 妖怪ウォッチ!
  - 妖怪学園Y 〜Nとの遭遇〜
  - 妖怪ウォッチ♪
- 赤ずきんチャチャ
- 新世紀エヴァンゲリオン
- ふしぎ遊戯
- 姫ちゃんのリボン
- ジャングル大帝(1989年版)
- 焼きたて!!ジャぱん
- ひめチェン!おとぎちっくアイドル リルぷりっ
- ジュエルペットシリーズ（第1期のみテレビ大阪制作）
  - ジュエルペット
  - ジュエルペット てぃんくる☆
  - ジュエルペット サンシャイン
  - ジュエルペット きら☆デコッ!
  - ジュエルペット ハッピネス
  - レディ ジュエルペット
  - ジュエルペット マジカルチェンジ
- リルリルフェアリル〜妖精のドア〜
  - リルリルフェアリル〜魔法の鏡〜
- トンデラハウスの大冒険
- 伝説巨神イデオン
- キャプテン翼
- ケロロ軍曹（途中打ち切り）[30]
- NARUTO -ナルト-
  - NARUTO -ナルト- 疾風伝
- ゴルゴ13
- ライブオン CARDLIVER 翔
- クロスゲーム
- イナズマイレブン
  - イナズマイレブンGO
    - イナズマイレブンGO クロノ・ストーン
    - イナズマイレブンGO ギャラクシー

  - イナズマイレブン アレスの天秤
  - イナズマイレブン オリオンの刻印
- ダンボール戦機
- 極上!!めちゃモテ委員長
- トレインヒーロー
- 銀魂シリーズ
- しろくまカフェ
- FAIRY TAILシリーズ
- 弱虫ペダル
  - 弱虫ペダル GRANDE ROAD
  - 弱虫ペダル NEW GENERATION
  - 弱虫ペダル GLORY LINE
- ダイヤのA
  - ダイヤのA -SECOND SEASON-
  - ダイヤのA actII
- アイカツ!シリーズ
  - アイカツ!
  - アイカツスターズ!
  - アイカツフレンズ!→アイカツフレンズ!〜かがやきのジュエル〜
  - アイカツオンパレード!
  - アイカツプラネット!
- タイムトラベル少女〜マリ・ワカと8人の科学者たち〜
- 双星の陰陽師
- けものフレンズ
- スナックワールド
- 斉木楠雄のΨ難
- プリティーシリーズ
  - プリティーリズム・オーロラドリーム
  - プリパラ
  - アイドルタイムプリパラ
  - キラッとプリ☆チャン
  - ワッチャプリマジ!
- 八月のシンデレラナイン
- フルーツバスケット 1st season→フルーツバスケット 2nd season→フルーツバスケット The Final
- デュエル・マスターズシリーズ
  - デュエル・マスターズ VSRF
  - デュエル・マスターズ（ジョー編）
  - デュエル・マスターズ キング
- パウ・パトロール
- ミュークルドリーミー
  - ミュークルドリーミー みっくす!
- おそ松さん(第3期)
- シャドウバース
- ファンファンキティ!
- WAVE!!〜サーフィンやっぺ!!〜
- 大正オトメ御伽話
- 新幹線変形ロボ シンカリオンZ
- takt op.Destiny
- SPY×FAMILY
- 神クズ☆アイドル
- ドラゴンクエスト ダイの大冒険
- 新テニスの王子様 U-17 WORLD CUP
- チェンソーマン
- TRIGUN STAMPEDE
- もういっぽん!
- 君は放課後インソムニア

##### ドラマ
- 孤独のグルメシリーズ
- テレビ演劇 サクセス荘シリーズ
- ゆるキャン△シリーズ
- ドラマ24
  - 怨み屋本舗 REBOOT（第1期は未放送）
  - 湯けむりスナイパー
  - 嬢王 Virgin（第1期は未放送）
    - 嬢王3 〜Special Edition〜

  - マジすか学園
    - マジすか学園2
    - マジすか学園3

  - トラブルマン
  - モテキ
  - URAKARA
  - 勇者ヨシヒコシリーズ
  - ここが噂のエル・パラシオ
  - 撮らないで下さい!!グラビアアイドル裏物語
  - クローバー
  - まほろ駅前番外地
  - みんな!エスパーだよ!
  - リミット
  - 殺しの女王蜂
  - なぞの転校生
  - アオイホノオ
  - 玉川区役所 OF THE DEAD
  - 怪奇恋愛作戦
  - 不便な便利屋
  - 初森ベマーズ
  - 東京センチメンタル
  - バイプレイヤーズ 〜もしも6人の名脇役がシェアハウスで暮らしたら〜（続編『…〜もしも名脇役がテレ東朝ドラで無人島生活したら〜』は同時ネット）
  - ナイトヒーロー NAOTO
  - 侠飯〜おとこめし〜
  - 下北沢ダイハード
  - Iターン
  - コタキ兄弟と四苦八苦
  - 浦安鉄筋家族
  - 40万キロかなたの恋
  - あのコの夢を見たんです。
  - 生きるとか死ぬとか父親とか
  - スナック キズツキ
  - シジュウカラ
  - しろめし修行僧
  - 雪女と蟹を食う
  - 今夜すきやきだよ
- ドラマ25
  - デッドストック〜未知への挑戦〜
  - サ道
  - ひとりキャンプで食って寝る
  - 絶メシロード
  - 捨ててよ、安達さん。
  - 女子グルメバーガー部
  - 猫
  - 直ちゃんは小学三年生
  - 東京怪奇酒
  - ソロ活女子のススメ
  - サ道2021
  - おしゃ家ソムリエおしゃ子!2
  - 先生のおとりよせ
  - 鉄オタ道子、2万キロ
  - 晩酌の流儀
- テレビ東京土曜未明の深夜ドラマ
  - ウレロ☆未確認少女
  - さばドル
  - 恋するメゾン。〜Rainbow Rose〜
  - 好好!キョンシーガール〜東京電視台戦記〜
  - ミエリーノ柏木
  - ヴァンパイア・ヘヴン
  - たべるダケ
  - ノーコン・キッド 〜ぼくらのゲーム史〜
  - セーラーゾンビ
  - アラサーちゃん 無修正
  - 甲殻不動戦記 ロボサン
  - 山田孝之の東京都北区赤羽
  - ウレロ☆無限大少女
  - その「おこだわり」、私にもくれよ!!
  - こえ恋
  - 吉祥寺だけが住みたい街ですか?
  - 山田孝之のカンヌ映画祭
- 土曜ドラマ24
  - 徳山大五郎を誰が殺したか?
  - 潜入捜査アイドル・刑事ダンス
  - 銀と金
  - マッサージ探偵ジョー
  - 居酒屋ふじ
  - フリンジマン〜愛人の作り方教えます〜
- 木ドラ25
  - 100万円の女たち
  - さぼリーマン甘太朗
  - モブサイコ100
  - 30歳まで童貞だと魔法使いになれるらしい
  - あなた犯人じゃありません
- ドラマパラビ
  - 癒されたい男
  - びしょ濡れ探偵 水野羽衣
  - ミリオンジョー
  - 来世ではちゃんとしますシリーズ
  - 藤原竜也の三回道
  - ふろがーる!
  - 働かざる者たち
  - だから私はメイクする
  - 38歳バツイチ独身女がマッチングアプリをやってみた結果日記
  - おじさまと猫
  - 理想のオトコ
  - にぶんのいち夫婦
  - つまり好きって言いたいんだけど、
  - 部長と社畜の恋はもどかしい
  - みなと商事コインランドリー
  - メンタル強め美女白川さん
  - 夫婦円満レシピ〜それでも夫を愛している〜
- 水曜ミニドラマ
  - きょうの猫村さん
  - ざんねんないきもの事典
- サタドラ
  - 春の呪い
  - 女の戦争〜バチェラー殺人事件〜
  - 私の夫は冷凍庫に眠っている
  - ドラマ「家、ついて行ってイイですか?」
- 水ドラ25
  - ラブコメの掟〜こじらせ女子と年下男子〜
  - 八月は夜のバッティングセンターで。
  - ソロ活女子のススメ2
  - 僕の姉ちゃん
  - とりあえずカンパイしませんか?
- ひねくれ女のボッチ飯
- 木ドラ24
  - お耳に合いましたら。
  - お茶にごす。
  - 真夜中にハロー!
  - 花嫁未満エスケープ
  - 量産型リコ -プラモ女子の人生組み立て記-
  - 自転車屋さんの高橋くん
  - チェイサーゲーム
- 寂しい丘で狩りをする
- テレビ東京系列水曜未明の深夜ドラマ
  - 運命警察
  - 汝の名
- 復讐の未亡人
- よだれもん家族
- ドラマチューズ!
  - 北欧こじらせ日記
- 音楽空間アンモナイト
- ASAYAN
- 福留の22の21
- RCカーグランプリ
- ハロー!モーニング。
- MUSIX!
- パソコンサンデー
- ギルガメッシュないと
- ミエと良子のおしゃべり泥棒
- 演歌の花道
- 釣り・ロマンを求めて
- スキバラ
  - ガレッジ ワザーランド
  - ココリコミリオン家族
  - エンジョイガレッジ
  - 撮りッたがり決死隊 トッターマンDS
  - ガレッジ×ビレッジ
  - タカトシの空飛ぶチェリーパイ
  - キンコンヒルズ
- ド短期ツメコミ教育 豪腕!コーチング!!
- お茶の間の真実〜もしかして私だけ!?〜
- たけしの誰でもピカソ
- おもてなし音楽バラエティ むちゃ∞ブリ!
- 地球街道
- 激走!GT
- 熱闘!ゴルフ向上委員会
- ミューズの晩餐 My Song, My Life
- トコトンハテナ
- 激走!GT
- Hi! Hey! Say!→週末YY JUMPing→ヤンヤンJUMP
- おねだり!!マスカット→おねだりマスカットDX!
- ペット大集合!ポチたま
- 世界を変える100人の日本人! JAPAN☆ALLSTARS→この日本人がスゴイらしい。 Brand New Japan
- モリのアサガオ新人刑務官と或る死刑囚「絆」の物語
- 爆笑問題の大変よくできました!
- ちょこっとイイコト 〜岡村ほんこん♥しあわせプロジェクト〜
- 石川遼スペシャル RESPECT 〜ゴルフを愛する人々へ〜
- ごるふなでしこ
- 週刊AKB→AKB子兎道場
- ざっくりハイボール→ざっくりハイタッチ（途中打ち切り。）
- サブちゃんと歌仲間
- くだまき八兵衛X
- 海外行くならこーでね〜と!
- 137億年の物語
- 逆向き列車
- ソロモン流
- ドライブ A GO!GO!（途中打ち切り。）
- ゴルフ宮里道場
- 池上彰の経済教室
- E-girlsを真面目に考える会議
- 廃墟の休日
- ブラマリのいただきっ!
- SICKS〜みんながみんな、何かの病気〜
- Crossroad（途中打ち切り。）
- コレ考えた人、天才じゃね!? 〜今すぐ役立つ生活の知恵、集めました〜
- 名曲!にっぽんの歌
- ポンコツ&さまぁ〜ず
  - 超ポンコツさまぁ〜ず
- 歴史の道 歩き旅
- Re:Mind
- ゴルフの真髄
- ミギカタアガリ旅行社
- おしゃべりオジサンとヤバイ女
- ぴかぴかマンボ
- 母ちゃんに逢いたい!
- 博多華丸のもらい酒みなと旅シリーズ
- ソコアゲ★ナイト月曜版
  - 太鼓持ちの達人〜正しい××のほめ方〜
  - LOVE理論
  - 超シリトリアル
  - てくてく歩いてチャリンチャリン 1歩1円
  - ナンカゲツマチ〜よくそんなに待てますね〜
  - 世界でお願い!あなたのおサイフ見せてください
  - その話…諸説アリ
  - わたしはワケあり成功者〜ドン底からの逆転学〜
  - ○○式って効くの?
  - あなたの前で言わせてください コレつくったの私です
  - これ、もう時効だよね?〜今だから聞いちゃいますけど…〜
  - 誰にも話していないんですが、実は…〜すべてがリアルなカミングアウト〜
- 日曜ゴールデンの池上ワールド
- 先生、、、どこにいるんですか? 〜会って、どうしても感謝の言葉を伝えたい。〜
- 朝の!さんぽ道
- 石田純一のサンデーゴルフ
- 日曜ゴルフっしょ!
- ガールズ×戦士シリーズ
  - ひみつ×戦士 ファントミラージュ!
  - ポリス×戦士 ラブパトリーナ!
  - ビッ友×戦士 キラメキパワーズ!
- チマタの噺
- ザ・ファーストレシピ
- ウルトラマンデッカー
- リズスタ -Top of Artists!-
- ABChanZoo
- ゴルフのキズナ
- テレビ大阪制作日曜朝9時30分枠のアニメ
  - ぐるぐるタウンはなまるくん
  - ぴたテン
  - ギャラクシーエンジェル (アニメ)（第3・4期を放送）
  - デ・ジ・キャラットにょ（途中でネット打ち切り）
  - おねがいマイメロディ 〜くるくるシャッフル!〜
    - おねがい♪マイメロディ きららっ★

  - アニメロビー
  - 最強武将伝 三国演義
- きらきらアフロ（テレビ大阪）
- ノリでいこう!!（テレビ大阪）
- たかじんNOマネー〜人生は金時なり〜（テレビ大阪）
- 発掘!!ぱちんこスター パチの穴（テレビ大阪）
- おでかけ発見バラエティ かがくdeムチャミタス!（テレビ大阪）
- 名建築で昼食を（テレビ大阪）
- 乃木坂って、どこ?（テレビ愛知）
- テレビ愛知制作土曜朝8時枠のアニメ・特撮
  - サイボーグクロちゃん
  - トミカヒーロー レスキューファイアー（前作『トミカヒーロー レスキューフォース』は未放送）
  - トランスフォーマー アニメイテッド
  - 超ロボット生命体 トランスフォーマー プライム
  - フューチャーカード バディファイトシリーズ
- 道の駅ぷらり散歩美人（BSテレビ東京）
- トムさんの田舎のごちそう（BSテレビ東京）
- 出発!気ままに趣味旅（BSテレビ東京、途中打ち切り。）
- 開運!なんでも鑑定団 極上!お宝サロン（BSテレビ東京）
- 石坂浩二のニッポン凄い人名鑑（BSテレビ東京）
- まさはる君が行く!ポチたまペットの旅→まさはる君が行く!ポチたまペット大集合（BSテレビ東京）
- サイレント・ヴォイス 行動心理捜査官・楯岡絵麻（BSテレビ東京）
- やじ×きた 元祖・東海道中膝栗毛（BSテレビ東京）
- TVチャンピオン極 〜KIWAMI〜（テレビ東京・BSテレビ東京共同制作）

#### フジテレビ系
- 健保連のすこやかさん（健康保険組合連合会提供の正式なネット番組、関西テレビと重複ネット）
- 北野ファンクラブ
- カノッサの屈辱
- ラーゼフォン
- ウチくる!?（途中打ち切り）
- 鶴瓶の音楽に乾杯!（東海テレビ）
- スペンサーの喫茶店（同上）
- ふれあい見つけ旅（同上）

#### その他
- UHFアニメ[31]
  - あまえないでよっ!!シリーズ（土曜24:25-24:55 AT-X製作）
  - N・H・Kにようこそ!（月曜26:25-26:55）
  - 恋する天使アンジェリーク 〜かがやきの明日〜（同上）
  - 魔法少女リリカルなのはStrikerS（日曜25:10-25:40 幹事局：テレ玉）
  - BLUE DROP 〜天使達の戯曲〜（同上）
  - フルメタル・パニック!シリーズ（同上）
  - 空を見上げる少女の瞳に映る世界（同上）
  - 涼宮ハルヒの憂鬱（同上）
  - Mission-E（木曜25:40-26:10 幹事局：テレ玉）
  - 錆色のアーマ-黎明-
- Kyoカラ・OK!（KBS京都）
- ごりやくさん（KBS京都）
- おとなのえほん（サンテレビ）
- おとなの子守唄（サンテレビ）
- GOLF武勇伝（サンテレビ）
- 新車情報(テレビ神奈川)
- 新車ファイル　クルマのツボ(テレビ神奈川)
- 親の目・子の目（民教協、1992年4月 - 1993年3月）
- パチンコ・パチスロ大冒険ジャンバリ〜黄金ホールに眠る秘宝〜（映像ウェーブ制作）
- 西村いちか ゴルフ大好き!!（GAORA）
- 演歌百撰（関西放送制作）
- スロット攻略センター ガチスロ〜必見!!設定の判別論〜（ジャンバリ.TV）
- ニュース女子（DHCテレビジョン）
- CSI:科学捜査班（アメリカ・CBS）
- ホントの恋の*見つけかた（台湾・中国電視公司）
- カネの花〜愛を閉ざした男〜（韓国・MBC文化放送）
- 契約主夫殿オ・ジャクトゥ（韓国・MBC文化放送）
- マイ・ディア・ミスター〜私のおじさん〜（韓国・tvN）
- 恋の記憶は24時間〜マソンの喜び〜（韓国・iHQ）
- 演歌流行歌
- 平成歌謡塾
- 女子ラボ.TV
- お好み歌謡館
- ＄1銀玉打闘会〜ドル箱王への挑戦!!〜
- キックボクシング KNOCK OUT!
- フィッシングライフ
- NON STYLE井上のバズらせJAPAN

### スタジオ
- L1スタジオ

ほとんどの番組で使用。入って右手には、帯番組などで使用するパーマネントセット、左手にはクロマキーセットがある。前者は『6wakaイブニング』などで、後者は『きのくに21』や特別番組などで使用。ハイビジョン対応。
- L3スタジオ

簡易スタジオ。長らくハイビジョン非対応であったが、2010年より対応。主に『WTVニュース』で使用。クロマキーにも対応している。
- 田辺支局スタジオ
- 東京支社スタジオ[32]

### 情報カメラ
和歌山シティカメラと和歌浦BAYカメラはマイクロ波回線、その他は光ファイバー回線での送信となっている。
和歌山シティカメラ
和歌山市のダイワロイネットホテルの屋上に設置している。『おはよう和歌山』や『ニュースライフラインわかやま』で使用。
和歌浦BAYカメラ（海南中継局に設置）
世界遺産 高野山カメラ
白浜カメラ
朝日放送テレビと共同で、NTTの保養所に設置。
本州最南端 串本カメラ
メルキュール和歌山串本リゾート＆スパの屋上に設置。

## チャンネル一覧
和歌山市内にある木ノ本テレビ送信所を親局としており、大阪府との県境付近に立地するため、電波を南方向に指向性を持たせて送信している。

### デジタル放送
- 呼出符号 - JOOM-DTV
- 呼出名称 - テレビわかやまデジタルテレビジョン
- 物理チャンネル - 20ch
- 空中線電力 - 100W
- 実効輻射電力 - 440W
- リモコンキーID - 5[34]
  - 現在は051と052を使用。近畿地方ではKBS京都と同じ番号である。
- 中継局[1]
  - 20ch - 那賀、海南、吉備、有田、九度山、新宮、串本、由良、美浜三尾、下津大崎、高野富貴、御坊富安、野上緑ヶ丘、海南大谷
  - 24ch - 御坊、槙山、田辺、白浜庄川、上富田生馬、下津西ノ浦
  - 30ch - 橋本東
  - 31ch - 南部川
  - 33ch - 印南切目、海南小野田南、海南木津、印南
  - 40ch - 貴志川丸栖
  - 46ch - 橋本、橋本柱本
  - 48ch - 高野山、高野山東、粉河秋葉下

### アナログ放送
2011年7月24日、放送終了時点のデータである。
- 呼出符号 - JOOM-TV
- 送信チャンネル - 30ch

|      | 空中線電力 | 実効輻射電力 |
| ---- | ---------- | ------------ |
| 映像 | 1kW        | 4.4kW        |
| 音声 | 0.25kW     | 1.1kW        |

- 中継局
  - 20ch - 槙山
  - 25ch - 橋本
  - 26ch - 印南切目、南部川
  - 33ch - 有田
  - 34ch - 新宮、新宮佐野、熊野川九重
  - 35ch - 中万呂
  - 36ch - 粉河秋葉下、海南木津、下津西ノ浦
  - 40ch - 橋本柱本
  - 41ch - 高野、本宮
  - 47ch - 九度山
  - 53ch - 那賀、野上緑ヶ丘、熊野川小口
  - 54ch - 高野富貴、高野東
  - 55ch - 下津、御坊、御坊富安、日高原谷南、串本、白浜庄川
  - 56ch - 海南、海南大谷、海南小野田、海南小野田南、下津大崎、貴志川丸栖、橋本東、吉備、由良、美浜三尾、田辺、上富田生馬
  - 57ch - 下万呂

## 区域外再放送
以下の和歌山県外のケーブルテレビでは、区域外再放送が行われている（上板町有線テレビ・那賀町ケーブルテレビを除き、アナログ放送から継続してデジタル放送でも実施）。
- 三重県
  - ZTV[35]
- 徳島県
  - 阿波市ケーブルネットワーク
  - エーアイテレビ
  - 上板町有線テレビ（デジタル放送から）
  - ケーブルテレビあなん
  - ケーブルテレビ徳島（テレビトクシマ、徳島市・海部郡のみ）
  - 国府町CATV
  - テレビ鳴門
  - 徳島県南メディアネットワーク
  - 那賀町ケーブルテレビ
  - 東阿波ケーブルテレビ
  - ひのき (CUEtv)

## アナウンサー
出典

### 男性
- 中村隆之（和歌山競輪場の実況も担当している）
- 岩﨑悠真

### 女性
- 山田みゆき
- 佐藤瑞穂
- 風尾彩花

### 過去に在籍していたアナウンサー
- 若月雄介（のちに静岡第一テレビに移籍し、報道局長などを歴任）
- 上野晃（1976年 - 1980年。のちにテレビ埼玉を経て、現在はフリーキャスター）
- 新見宏司（のちにテレビ信州総務局付シニア・マネージャー、アナウンサー・報道制作局長を経て、テレビ信州エンタープライズに出向。退社後は長野市安茂里公民館の館長を務めている）
- 常盤秀次（のちに福島中央テレビアナウンサー・報道記者を経て、現在はフリーアナウンサー）
- 坂口親宏（のちに橋本市議会議員を2期務める）
- 高松良誠（現在はフリーアナウンサー。全国高等学校野球選手権和歌山大会実況などを担当）
- 上枝俊也（現在は報道部記者）
- 菅谷祥子
- 櫻井直子
- 樋口和彦
- 谷幸隆
- 赤井由賀里（現在は「赤井ゆかり」名義で、和歌山放送契約アナウンサー）
- 大上すずよ
- 平野明子（現在は「マコーマック明子」名義で、フリーアナウンサー）
- 笠野衣美（現在はフリーアナウンサー。『WTVニュース』などを担当）
- 瀬村奈月（のちにテレビ神奈川アナウンサー、エステサロンのセラピストを経て、現在はフリーアナウンサー）
- 安藤万結（現在は山口朝日放送アナウンサー）

ほか

## 他局とのコラボレーション
- 2012年4月には、2011年9月の台風12号による集中豪雨で被害を受けた紀南地方の復興を支援する「紀南へ行こう」キャンペーンをNHK和歌山放送局と和歌山放送の3局合同で行った。元々NHKが独自に行っていた「虹プロジェクト」に、民放2局が合流した形である。取り組みについて各局の番組で紹介したほか、各局から代表のアナウンサー・キャスターが起用されたキャンペーンCMも展開された（テレビ和歌山からは上枝俊也、NHKからは山崎ひな子、和歌山放送からは寺門秀介の各アナウンサーが出演）[37]。
- 奈良テレビとびわ湖放送との3局共同で、「わかやま・なら・しが発!撮っておき3局ネット!」という合同企画も行い、各局の夕方のワイド番組でそれぞれの局が取材した観光地やイベントの情報などを放送した。
- 2021年8月現在はわかラ部内の1コーナーとして、『日本まんなか直送便』を三重テレビ・びわ湖放送・岐阜放送・奈良テレビ・サンテレビに放送している[38]。